# Falkland-Pfund
Das Falkland-Pfund ist die Währung der Falklandinseln. Auch in Südgeorgien und den Südlichen Sandwichinseln, die verwaltungstechnisch zu den Falklandinseln gehören, wird es als Zahlungsmittel eingesetzt, obwohl das offizielle Zahlungsmittel dort das Pfund Sterling ist.
Der ISO-4217-Code ist FKP.
Eigene Banknoten werden seit 1921 verwendet, eigene Münzen werden seit 1974 ausgegeben. Das Falkland-Pfund ist (ähnlich der Währungen der Britischen Kanalinseln) dem Pfund Sterling nachempfunden und steht mit ihm in einem festen Kursverhältnis von 1:1.
Mit nur etwa 5000 Benutzern (davon sind etwa 4700 Einwohner der Falklandinseln einschließlich der ständig dort stationierten Militärangehörigen) ist das Falkland-Pfund die am wenigsten verwendete Währung der Welt.